# لاري سيلفيرا
لاري سيلفيرا (بالإنجليزية: Larry Silveira)‏ هو لاعب غولف أمريكي، ولد في 12 أكتوبر 1965 في والنوت كريك في الولايات المتحدة.

## وصلات خارجية
- لاري سيلفيرا على موقع رابطة لاعبي الغولف المحترفين (الإنجليزية)